# Saison 1942-1943 du Football Club auscitain
La saison 1942-1943 du Football Club auscitain voit le club évoluer dans l’élite du rugby français pour la reprise du championnat de France.
Le championnat comprend 95 clubs répartis entre la Zone libre (55 clubs répartis en onze poules de cinq) et la Zone occupée dont fait partie le FC Auch (40 clubs répartis en huit poules de cinq).

## Effectif
- Arrière : Barrère
- Ailiers : Magne, Jupe
- Centres : Beauregard, Fourcade
- Ouvreur : Soulès
- Demis de mêlée : Léches
- Troisièmes lignes centre :
- Troisièmes lignes aile :
- Deuxièmes lignes :
- Talonneurs : Tharac
- Piliers : Sabathé, Castillon